# Proizvod za jednokratnu upotrebu
Proizvod za jednokratnu upotrebu je dizajniran za jednu upotrebu nakon koje se reciklira ili odlaže kao čvrsti otpad. Termin se takođe ponekad koristi za proizvode koji mogu trajati nekoliko meseci (npr. filteri za vazduh za jednokratnu upotrebu) da bi se razlikovali od sličnih proizvoda koji traju neograničeno (npr. filteri za vazduh koji se mogu prati). Reč „jednokratni materijal” ne treba mešati sa rečju „potrošni materijal”, koji se široko koristi u mehaničkom svetu. Na primer, zavarivači smatraju da su šipke za zavarivanje, vrhovi, mlaznice, gas itd. „potrošni materijal”, jer traju samo određeno vreme pre nego što ih treba zameniti. Potrošni materijali su potrebni da bi se proces odvijao, kao što su boje za štampanje i elektrode za zavarivanje, dok su proizvodi za jednokratnu upotrebu predmeti koji se mogu odbaciti nakon što se oštete ili više nisu korisni.

## Terminologija
„Za jednokratnu upotrebu“ je pridev koji opisuje nešto kao neupotrebljivo, ali se odlaže nakon upotrebe. Mnogi ljudi sada koriste ovaj termin kao imenicu ili supstantiv.
Vlada Ujedinjenog Kraljevstva sprovela je anketu o tome kako najbolje definisati „plastiku za jednokratnu upotrebu“ i ishod uključila u svoj konsultativni dokument iz 2018. o „rešavanju problema plastike“.‍:8

## Materijali
Proizvodi za jednokratnu upotrebu najčešće se prave od papira, plastike, pamuka ili polistirenske pene. Proizvode napravljene od kompozitnih materijala, kao što su laminati, teško je reciklirati i veća je verovatnoća da će se odložiti na kraju upotrebe. Obično se odlažu na deponije, jer je to jeftina opcija. Međutim, 2004. godine Evropska unija je donela zakon kojim je prestala da se dozvoljava odlaganje na deponijama.

## Plastika za jednokratnu upotrebu
Mnoge vlade povećavaju svoje napore da postepeno ukinu plastične proizvode i ambalažu za jednokratnu upotrebu i da upravljaju otpadom od plastične ambalaže na ekološki prihvatljiv način.
Evropska unija (EU) je 2015. godine usvojila direktivu kojom se zahteva smanjenje potrošnje plastičnih kesa za jednokratnu upotrebu po osobi na 90 do 2019. i na 40 do 2025. godine. U aprilu 2019. godine, EU je usvojila dalju direktivu o zabrani gotovo svih vrsta plastike za jednokratnu upotrebu, osim flaša, od početka 2021. godine.

## Literatura
- This article incorporates text from a free content work.  Licensed under Cc BY-SA 3.0 IGO License statement: Drowning in Plastics – Marine Litter and Plastic Waste Vital Graphics,   United Nations Environment Programme. To learn how to add open license text to Wikipedia articles, please see this how-to page. For information on reusing text from Wikipedia, please see the terms of use.
- NPCS Board of Consultants & Engineers (2014). Disposable Products Manufacturing Handbook. Niir Project. стр. 1. ISBN 978-93-81039-32-8. Приступљено 9. 3. 2017.
- Hill, M.K. (2010). Understanding Environmental Pollution. Cambridge University Press. стр. 519. ISBN 978-1-139-48640-8.
- Vasile, C.; Zaikov, G.E. (2009). Environmentally Degradable Materials Based on Multicomponent Polymeric Systems. Taylor & Francis. стр. 630. ISBN 978-90-04-16410-9.
- „Disposable table cloth: Patent US5084321”. Google Books. 23. 2. 2017. Приступљено 9. 3. 2017.

## Spoljašnje veze
- How disposable chopsticks are made (video).
- How Green Disposables are made Архивирано на веб-сајту  (22. јул 2024) (webpage)